# Institut Ruđer Bošković

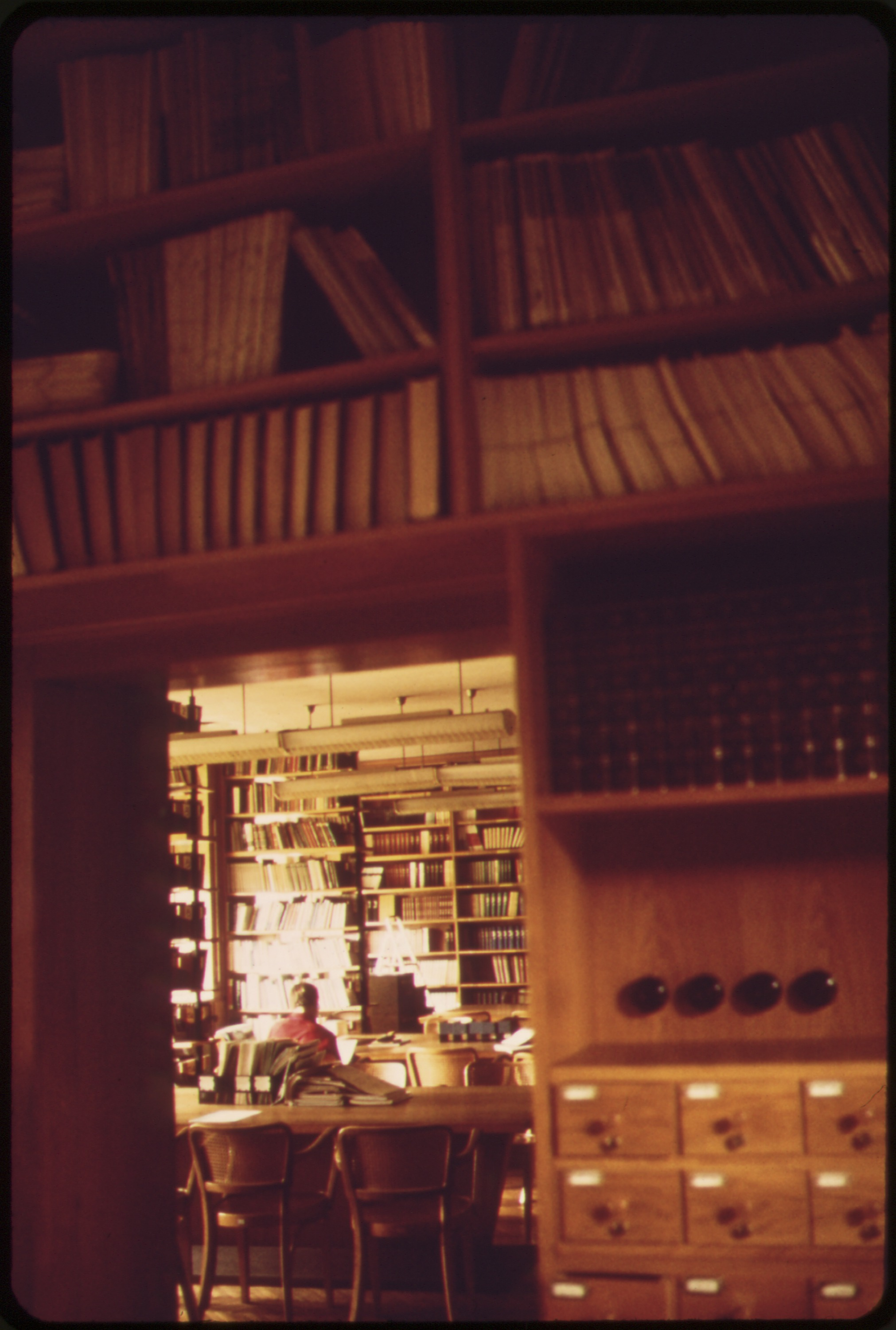
Die mathematisch-physikalische Bücherei des IRB, 1973

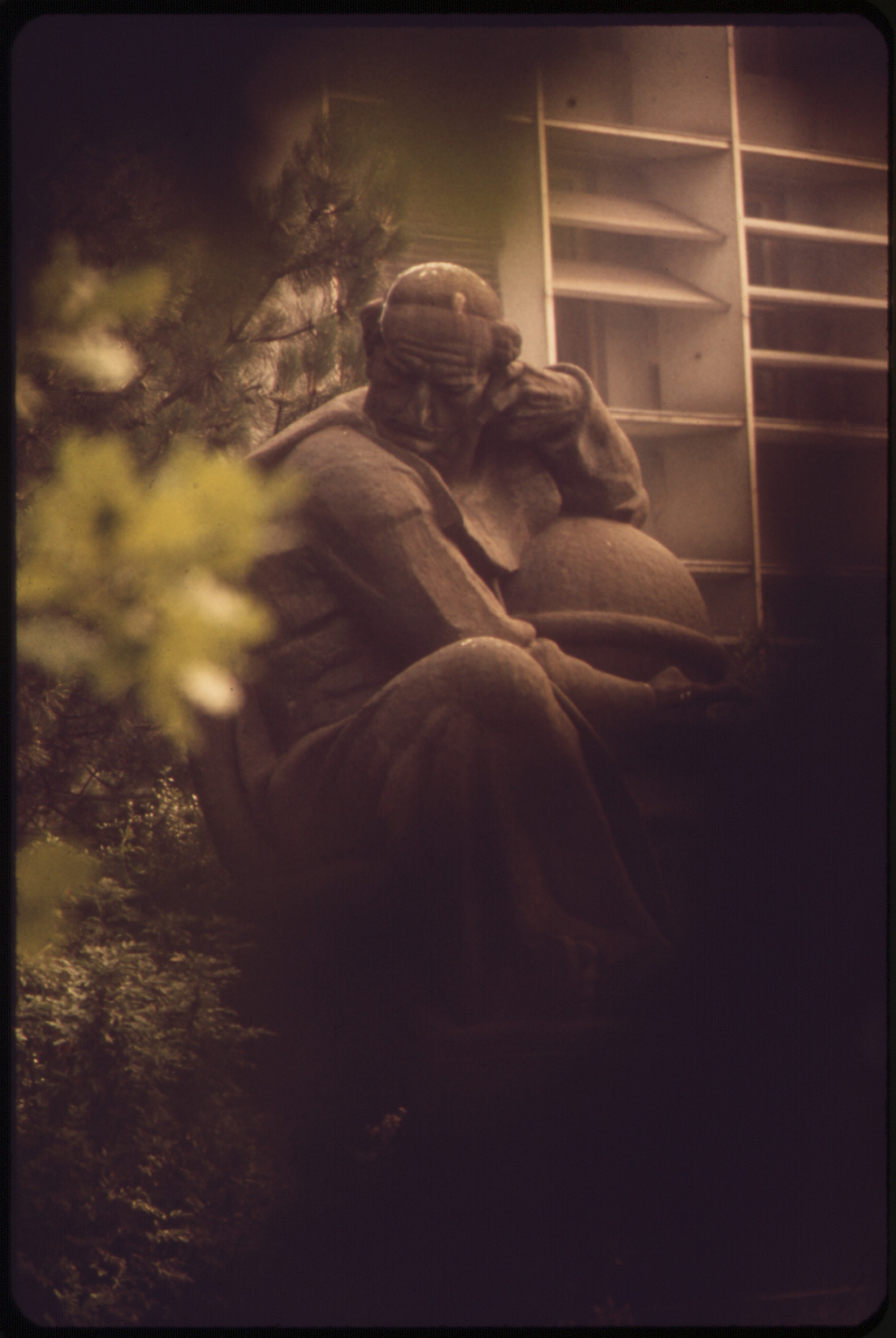
Das Ruđer-Bošković-Denkmal im Garten des IRB, 1973

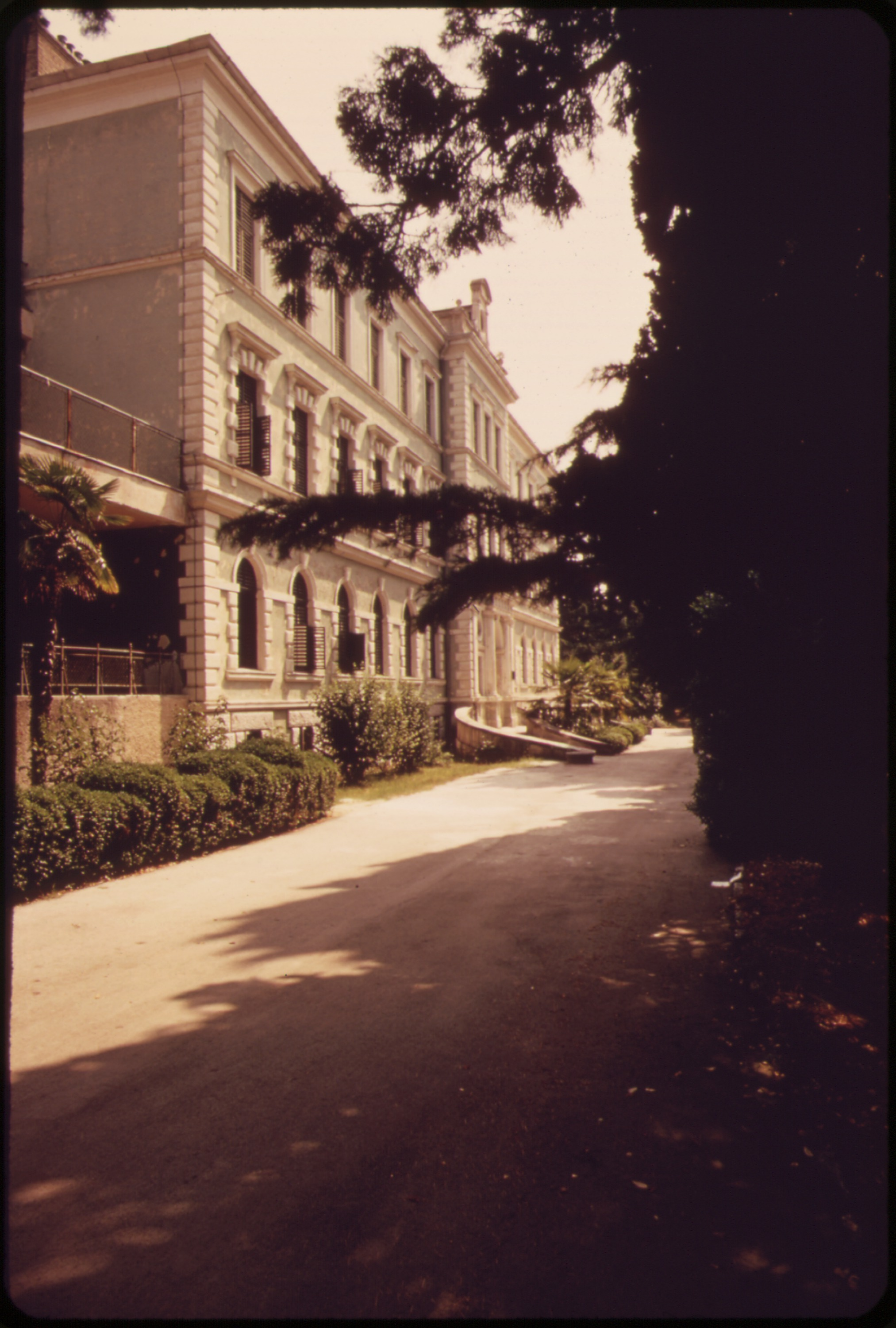
Das Zentrum für Meeresforschung des IRB, 1973

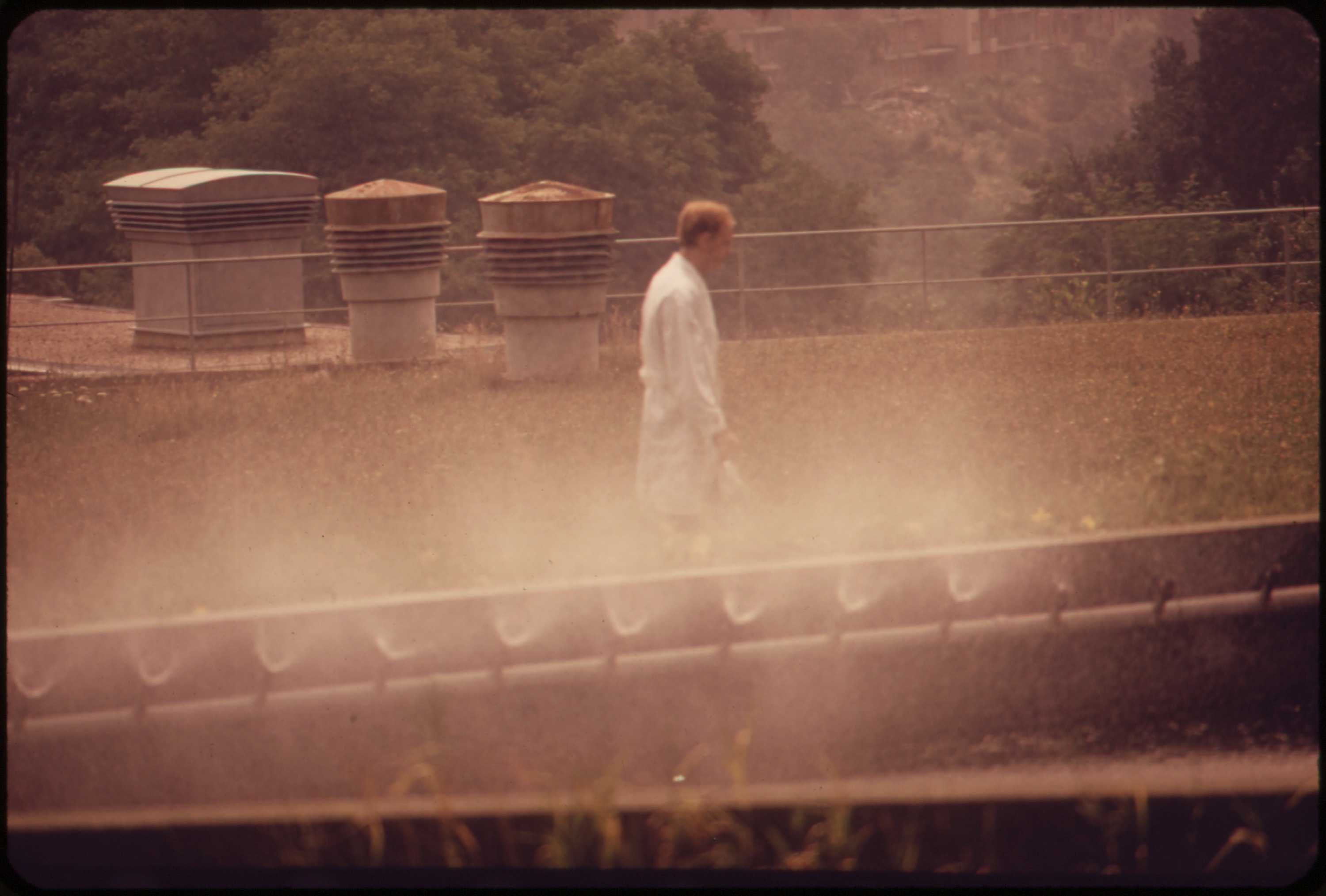
Die Wasserkühlung des Zyklotrons des IRB, 1973

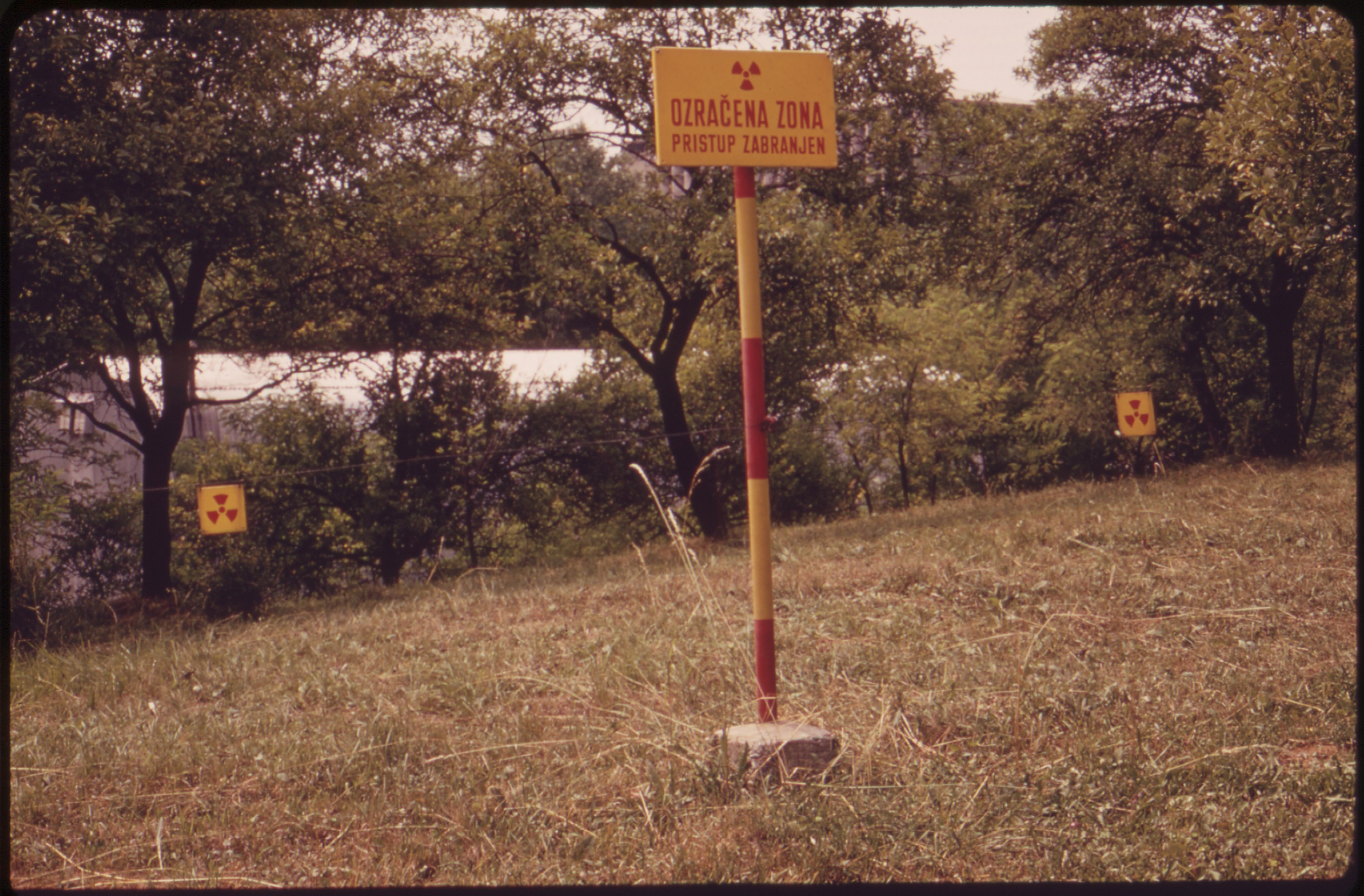
Warntafel vor radioaktiver Strahlung beim Zyklotron des IRB, 1973

Das Institut Ruđer Bošković (IRB) ist eine außeruniversitäre Forschungseinrichtung der Republik Kroatien mit Sitz in Zagreb. Es ist das größte kroatische Forschungsinstitut für Naturwissenschaften und Technologie.

## Geschichte
Das Ruđer Bošković Institut wurde 1950 als Institut der Jugoslawischen Akademie der Wissenschaften und Künste gegründet unter dem Namen Institut für Physik JAZU (JAZU = Jugoslavenska Akademija Znanosti i Umjetnosti; deutsch: Jugoslawische Akademie der Wissenschaften und Künste). Es wurde 1951 nach dem kroatischen Naturwissenschaftler Rugjer Josip Bošković benannt. Die Gründung ging von der Sozialistischen Föderativen Republik Jugoslawien aus. Eine entscheidende Rolle dabei spielte Boris Kidrič, Politbüro-Mitglied und verantwortlich für den wirtschaftlichen Aufbau des Landes. Das Institut sollte sich der Grundlagenforschung widmen.
Es war zunächst hauptsächlich auf die Kernphysik ausgerichtet. Durch die Atombombenabwürfe auf Hiroshima und Nagasaki wurde die Kernenergie einerseits als schreckliche Waffe und andererseits als potentieller Energielieferant wahrgenommen.
Die maßgeblichen Gründer und Initiatoren des Instituts waren der Physiker Ivan Supek (* 8. April 1915; † 5. März 2007), der Chemiker Drago Grdenić, der Physiker und Elektrotechniker Josip  Lončar (* 21. November 1891; † 28. September 1973), der Physiker Vatroslav Lopašić (* 9. Dezember 1911; † 17. Dezember 2003) und der Physiker Mladen Paić (* 12. Dezember 1905; † 8. Juli 1997). Diese Wissenschaftler bildeten den Vorstand des Institutes. Der Institutspräsident war der Mathematiker Željko Marković. Sein erster Direktor war Ivan Supek. Besondere Verdienste beim Ausbau des Instituts hatten der Chemiker Božo Težak (* 27. Juli 1907; † 16. Mai 1980), der Chemiker Krešimir Balenović (* 17. Mai 1914; † 25. Februar 2003) und der Physiologe und Immunologe Nikša Allegretti (* 6. Februar 1920; † 26. Oktober 1982).
1955 wurden zusätzlich zur Physik noch die Fachbereiche Chemie und Biologie aufgenommen. Das Institut erhielt 1955 Selbständigkeit und wurde von der Akademie (JAZU) getrennt. 1955 bis 1968 nannte es sich Jugoslawisches Institut für Kernenergie. Sein Schwerpunkt war nun die theoretische und experimentelle Kernphysik. Es bekam ein Zyklotron.
Daneben gab es die Fachrichtungen
- Elektronik
- Chemie: Radiochemie, Physikalische Chemie, Anorganische Chemie Strukturchemie, Kolloidchemie, Elektrochemie, Strahlenchemie, Theoretische Chemie, Organische Chemie, Biochemie
- Biologie: Physiologie, Transplantationsimmunologie.[2]

1963 wurde das Institut neu organisiert. Es wurden kleinere Abteilungen gegründet, die jeweils ein begrenztes Thema behandelten und eine gewisse Selbstverwaltung hatten.
1969 wurde das Institut für Meereskunde in das Institut Ruđer Bošković integriert. Dieses hatte neben seinen Gebäuden in Zagreb noch ein Labor in Rovinj. Es erforscht Probleme von Mensch, Meer und Umwelt.
Im 21. Jahrhundert entwickelte sich das Institut Ruđer Bošković zur größten und bekanntesten kroatischen Einrichtung für Grundlagen- und angewandte Forschung im Bereich der Naturwissenschaften und biomedizinischen Wissenschaften. Es hat in Zagreb ausgedehnte Forschungsgebäude, Werkstätten und mehr als 80 Labore. Außerdem hat es zwei Meeresforschungsstationen in Rovinj und Šibenik. Es beschäftigt mehr als 900 Mitarbeiter, davon mehr als 550 Wissenschaftler (Stand: 2012). Es hat die größte naturwissenschaftliche Bibliothek Kroatiens. Das Institut Ruđer Bošković kooperiert mit Forschungszentren in den USA, in Kanada, in vielen EU-Ländern sowie in asiatischen (Japan) und afrikanischen Ländern (Südafrika).
Das Institut Ruđer Bošković ist eine öffentliche Einrichtung. Es wird von einem Direktor geleitet, der vom Ministerium für Wissenschaft, Bildung und Sport der Republik Kroatien auf Vorschlag des Verwaltungsrats für einen Zeitraum von 4 Jahren ernannt wird.

## Forschung
Die Forschung des Instituts Ruđer Bošković erfolgt in den Bereichen Physik, Chemie, Molekularbiologie, Molekulare Medizin, Ökologie, Meeresforschung und Informatik. Besonders gefördert wird die multidisziplinäre Forschung:
- Molekulare Genetik und Molekulare Medizin. In diesem Bereich arbeiten Mediziner, Biologen, Chemiker, Biochemiker, Pharmazeuten und Physiker zusammen.
- Meeres- und Umweltforschung mit Schwerpunkt auf dem Schutz der natürlichen Gewässer (Binnenland und Meer). Die Meeresforschung wird vom Schiff Vila Velebit (26 m, ca. 100 BRT) des Instituts in Rovinj durchgeführt. Dieses Arbeitsfeld vereint Chemiker, Biochemiker, Biologen, Tierärzte, Physiker, Geologen, Mineralogen, Geographen und Informatiker.
- Materialforschung mit Schwerpunkt auf Struktur- und Eigenschaftsforschung von anorganischen und organischen Materialien sowie Polymeren.[2]

## Abteilungen, Fachgebiete
Die Fachgebiete, auf denen im Institut Ruđer Bošković geforscht wird, umfassen die Physik, die Chemie, die Biologie, die Medizin, die Ökologie und die Meeresforschung. Das Institut Ruđer Bošković ist in zehn Abteilungen mit dazugehörigen Laboren und fünf unterstützende Zentren eingeteilt.
Abteilungen:
- Theoretische Physik
- Experimentelle Physik
- Materialphysik
- Elektronik
- Physikalische Chemie
- Organische Chemie und Biochemie
- Materialchemie
- Molekularbiologie
- Molekulare Medizin
- Meeres- und Umweltforschung

Zentren:
- Zentrum für Meeresforschung
- Zentrum für Wissenschaftliche Information
- Zentrum für Kernspinresonanz
- Zentrum für Informatik und Computing
- Zentrum für Detektoren, Sensoren und Elektronik[13]

## Direktoren, Präsidenten, Leiter des wissenschaftlichen Rates
- 1950: Željko Marković (* 20. Februar 1889; † 23. August 1974), Präsident[9]
- 1950: Ivan Supek (* 8. April 1915; † 5. März 2007), erster Direktor des Institutes[5]
- 1958: Velimir Novak
- 1960: Tomo Bosanac (* 2. Mai 1918; † 12. August 2003), Direktor[14]
- 1970: Ivo Božin, Direktor; Nikša Allegretti, Vorsitzender des Rates
- 1980: Sergije Kveder, Vorsitzender des Rates
- 1988, 1989: Đuro, Miljanić, Vorsitzender des Rates[15]
- 1987–1994: Krunoslav Pisk, Direktor[16]
- 1994–2000: Nikola Zovko (* 11. Januar 1936), Physiker, Direktor[17]
- 2002–2004: Stjepan Marčelja (* 22. September 1941), Physiker, Direktor[18]
- 2010: Danica Ramljak, Generaldirektor; Neven Bilić, Leiter des wissenschaftlichen Rates
- 2013: Tome Antičić, Generaldirektor; Miroslav Plohl, Leiter des wissenschaftlichen Rates
- 2021: David Matthew Smith, Chemiker, Generaldirektor[19][20][21]

## Bedeutende Mitarbeiter, Studenten, Lehrer
- Željko Marković (1889–1974), Mathematiker, 1950
- Drago Grdenić (1919–2018), Chemiker, 1950
- Ivan Derado (1929–2021), Physiker, 1955
- Alex Grossmann (1930–2019), Physiker, 1955
- Leo Klasinc (1937–2021), Chemiker, seit 1961
- Krešimir Pavelić (* 1952), Molekularbiologe, 1991–2007

## Veröffentlichungen (Auswahl)
- Trampetić, Josip: Particle physics in the universe: proceedings of the 9th Adriatic meeting, Sept. 2003, Dubrovnik, Springer proceedings in physics, 2003, ISBN 978-3-540-22803-5 Inhaltsverzeichnis
- Trampetić, Josip: Particle physics in the new millennium : proceedings of the 8th Adriatic meeting, Lecture notes in physics; Vol. 616 ; Physics and astronomy online library, 2001 Inhaltsverzeichnis